# Ruta de Rhode Island 117
La Ruta de Rhode Island 117, y abreviada R.I. 117 (en inglés: Rhode Island Route 117) es una carretera estatal estadounidense ubicada en el estado de Rhode Island. La carretera inicia en el Sur desde la  Ruta 14     en Coventry hacia el Norte en la  US 1A     en Providence. La carretera tiene una longitud de 39,9 km (24.8 mi).

## Mantenimiento
Al igual que las autopistas interestatales, y las rutas federales y el resto de carreteras estatales, la Ruta de Rhode Island 117 es administrada y mantenida por el Departamento de Transporte de Rhode Island por sus siglas en inglés RIDOT.

## Cruces
La Ruta de Rhode Island 117 es atravesada principalmente por la Ruta 102 en Coventry
Ruta 116 en Coventry
 Ruta 2 en Warwick
 Interestatal 95 en Warwick
 Ruta 1 en Warwick.

## Ruta 117A
La  Ruta 117A es un pequeño segmento de 2,3 millas (3,7 km) en Rhode Island.
La Ruta 117A sigue la siguiente ruta en el estado:
- Warwick: 2,3 millas (3,7 km); Ruta 117 hacia la Ruta 117
  - Warwick Avenue